# 리처드 카란
리처드 칼런(Richard Karlan, 1919년 4월 24일 ~ 2004년 9월 10일)은 미국의 배우이다.
브루클린에서 태어났으며 로스앤젤레스에서 사망하였다.

## 출연 작품
- 스타 (1968년)
- 겟 스마트 (1965년)
- 추격 (1959년)
- 록 올 나이트 (1957년)
- 애보트와 코스텔로 미이라 만나다 (1955년)
- 스케어드 스티프 (1953년)
- 형제는 용감했다 (1953년)
- 최고의 사랑 (1952년)
- 넬리 (1952년)
- 오 헨리 단편집 (1952년)
- 세일러 비워 (1952년) - 거드 역
- 레몬 드롭 키드 (1951년)
- 빛나는 승리 (1951년)
- 유니언 스테이션 (1950년) - 조지 스테인 형사 역

### 텔레비전
- 비밀지령 (1968년)
- 코작 (1973년)